# Plagiohammus laceratus
Plagiohammus laceratus là một loài bọ cánh cứng trong họ Cerambycidae.